# Otto Gereon von Gutmann zu Sobernheim

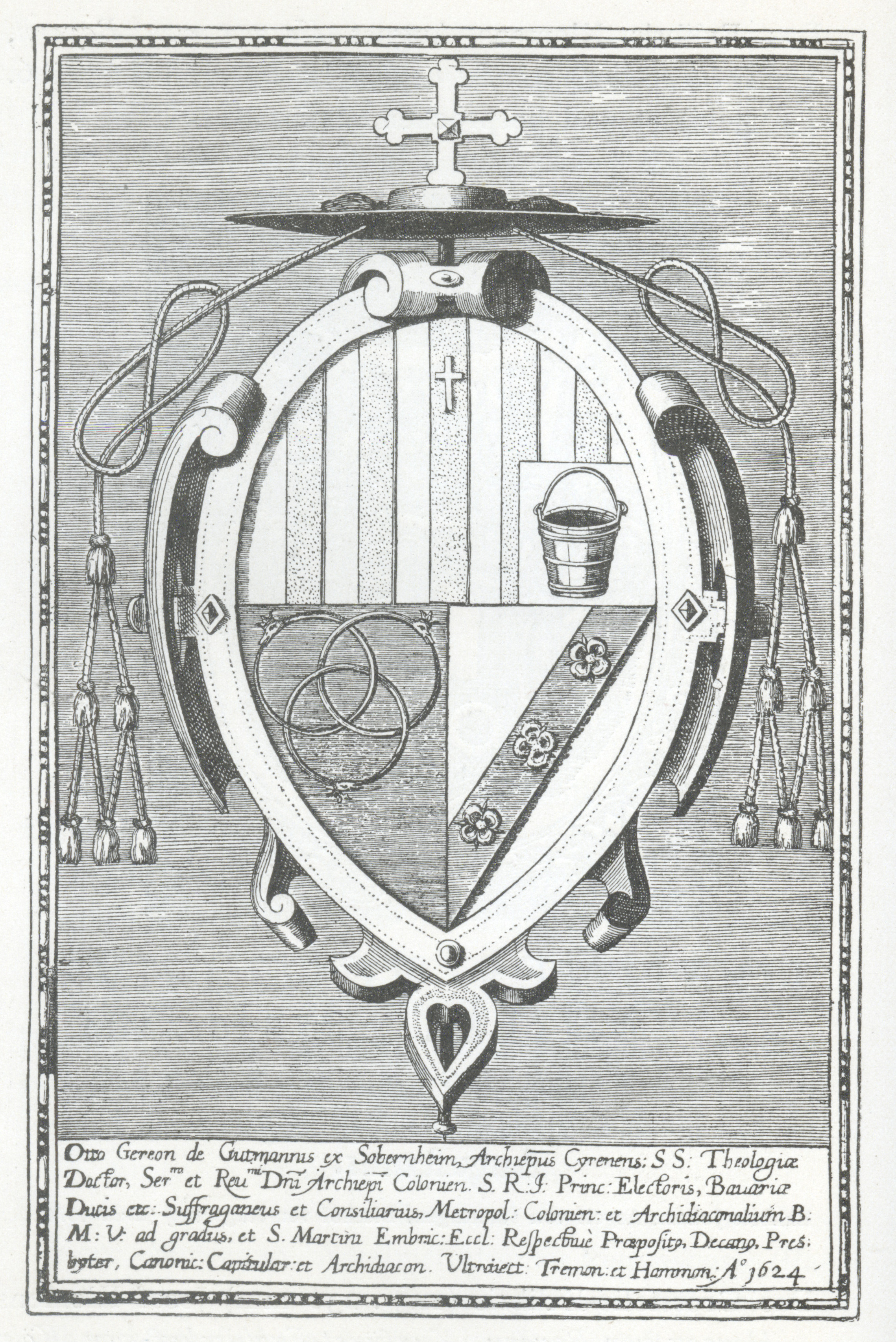
Exlibris von Otto Gereon von Gutmann zu Sobernheim

Otto Gereon Freiherr von Gutmann zu Sobernheim (* 1571/1572 in Koblenz; † 25. September 1638) war Weihbischof in Köln. 

## Leben
Der aus einer kurtrierischen Ministerialenfamilie stammende Otto Gereon erbte von seiner Mutter den Titel eines Freiherren und studierte in Trier, Mainz und Köln. Von 1595 bis 1599 als Alumne des Collegium Germanicum in Rom, wo er auch zum Dr. theol. promovierte, wurde er Kanoniker in Münstermaifeld und Limburg. Als Geistlicher Rat trat der junge Gutmann zu Sobernheim in die Dienste des Erzbischofs von Trier, wechselte aber als solcher am 11. Mai 1608 zum Erzbischof von Köln über, der ihn zugleich zum Mitglied des Kirchenrates berief und vom 30. Dezember 1611 bis 9. Oktober 1616 als Generalvikar anstellte. Seit dem 29. Januar 1611 Domherr in Köln, wurde er am 20. Juli 1619 zum Koadjutor des Dechanten von St. Maria ad Gradus (Köln) ernannt und übernahm das Dekanat und das dazugehörige Kanonikat an der Kirche am 10. März 1622. Zu seinen zahlreichen Pfründen kamen noch ein Kanonikat an St. Stephan zu Mainz und die Archidiakonate in Amöneburg, Utrecht und Hamm hinzu.
Als Generalvikar und Mitglied des Kirchenrates hat sich Gutmann sehr verdient gemacht, auch wenn er sein Bemühen um ein Priesterseminar für das Erzbistum Köln nicht durchsetzen konnte.
Der Kölner Erzbischof Ferdinand von Bayern ernannte ihn zum Weihbischof für das Erzbistum Köln, woraufhin er vom Papst am 13. Juli 1616 oder am 23. September 1616 zum Titularbischof von Cyrene und Weihbischof in Köln erhoben wurde. Der Kölner Nuntius Antonio Albergati spendete ihm daraufhin am 9. Oktober 1616 im Kölner Dom die Bischofsweihe. Seine letzte Ruhestätte fand der seit 1635 krankheitshalber Dienstunfähige, welcher auch Mitglied des dritten Ordens vom heiligen Franziskus war, in der Karmeliterkirche zu Köln.